# Jagdgeschwader 6
Il Jagdgeschwader 6 (JG 6 - 6º stormo caccia), soprannominato Horst Wessel, fu un reparto aereo della Luftwaffe, l'aeronautica militare tedesca, attivo dal 1944 al 1945. Fu costituito nel luglio 1944 sui resti del Zerstörergeschwader 26, reparto caccia che aveva subito pesantissime perdite nei primi mesi della Difesa del Reich.

## Formazione

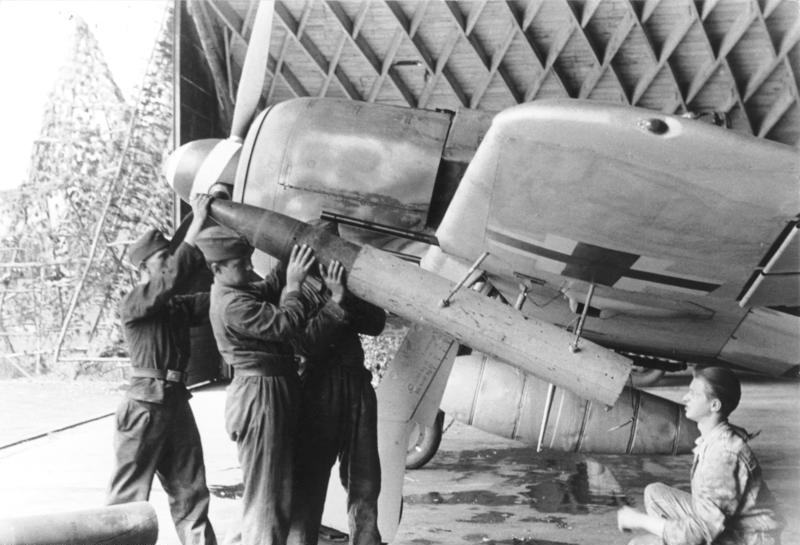
Personale di terra carica uno dei due tubi lanciarazzi Werfergranate 21, installati sotto alle ali di un Focke-Wulf Fw 190

Il JG 6 fu creato nel luglio 1944 dai resti del ZG 26, reparto di caccia pesante equipaggiato con i bimotori Messerschmitt Bf 110 e Me 410, che aveva subito perdite pesantissime negli scontri con gli aerei alleati durante i primi mesi della Difesa del Reich.
Alla creazione il ruolo di Kommodore (comandante di reparto) fu assegnato a Johann Kogler. Basato a Chojna, il reparto fu immediatamente riequipaggiato con i Focke-Wulf Fw 190A, aerei versatili che erano impiegati sia come caccia che come cacciabombardieri. Gli aerei impiegati in quest'ultimo ruolo, il cui obbiettivo primario erano i bersagli terrestri, furono dotati dei lanciarazzi Werfergranate 21. Il III./JG 6 fu quasi subito trasferito al Kommando Nowotny, e al suo posto arrivò un nuovo gruppo, di 4 Staffeln (squadriglie), equipaggiato con Messerschmitt Bf 109G.
Il 21 agosto il JG 6 fu trasferito vicino a Charleville-Mézières. Nei mesi che seguirono lo sbarco in Normandia, le numericamente superiori forze aeree alleate avevano distrutto la maggior parte delle unità che la Luftwaffe aveva mandato ad attaccare la testa di ponte, quest'ultima sempre più in espansione. Il JG 6 non fece eccezione, e tra i nuovi ed inesperti piloti le perdite furono pesanti. Il 25 agosto il 367th Fighter Group (FG 367), equipaggiato con i P-38 Lightning, fu inviato a bombardare tre aeroporti a Péronne-en-Mélantois, Rosières-en-Santerre e Clastres. I 33 P-38 che attaccarono Clastres furono intercettati da oltre 40 Fw 190 del II./JG 6, quest'ultimo alla prima uscita in volo. Durante il combattimento successivo furono abbattuti 7 P-38 (il II./JG 6 ne reclamò però 11), mentre le perdite tedesche furono di 16 Fw 190, con 14 piloti rimasti uccisi (il FG 367 ne reclamò però 20). Tra le vittime ci fu lo Staffelkapitän dell'8./JG 6, Rudi Dassow, che nel ZG 26 era diventato uno dei più esperti piloti di caccia bimotore, ottenendo 22 vittorie. Il giorno successivo il II./JG 6 disponeva di soli 5 aerei in condizioni operative, che furono ridotti ad un solo Fw 190 appena cinque giorni dopo. Il 1º gennaio 1945, durante l'operazione Bodenplatte, il II./JG 6 perse 10 piloti, uccisi o dispersi in azione, compreso la Staffelkapitän del 5./JG 6, Norbert Katz, ed il Kommodore Johann Kogler, che sopravvissuto all'abbattimento del suo Fw 190A-9 da parte della contraerea a nord-ovest di Venlo, a terra fu catturato dalle truppe britanniche e divenne prigioniero di guerra. Come sostituto di Kogler nel ruolo di Kommodore fu chiamato Gerhard Barkhorn. Tuttavia, Barkhorn mantenne l'incarico solo fino ad aprile, quando fu costretto a ricorrere a cure mediche in quanto provato sia fisicamente che psicologicamente. Verso la fine del gennaio 1945 il JG 6 fu tra le prime unità a passare al fronte dell'Oder, operando estesamente contro le forze di terra sovietiche. Nello stesso mese fu consegnato il primo dei nuovi Fw 190D-9. Il 4 aprile fu sciolto il III./JG 6. Il JG 6 rimase basato in Cecoslovacchia fino alla fine della guerra. L'8 maggio 1945, giorno della fine delle ostilità in Europa, alcuni piloti decollarono coi pochi Fw 190D-9 ancora operativi e giunsero all'aeroporto di Fürth, nel sud della Germania, dove si arresero al 10th Reconnaissance Group del United States Army.

## Comandanti

### Kommodore (comandanti di stormo)
- Oberstleutnant Johann Kogler, luglio 1944 – 1º gennaio 1945
- Major Gerhard Barkhorn, 16 gennaio 1945 – 10 aprile 1945
- Major Gerhard Schöpfel, 10 aprile 1945 – 17 aprile 1945
- Major Richard Leppla, 17 aprile 1945 – 8 maggio 1945

### Gruppenkommandeure (comandanti di gruppo)

#### I./JG 6
- Hauptmann Willi Elstermann 1º novembre 1944 – 2 febbraio 1945
- Major Otto Bertram, febbraio 1945 – maggio 1945

#### II./JG 6
- Hauptmann Günther Weyl – maggio 1945

#### III./JG 6
- Hauptmann Theodor Weissenberger, 14 ottobre 1944 – 24 novembre 1944
- Major Helmut Kühle, novembre 1944
- Hauptmann Kurt Müller, 21 gennaio 1945 – 4 aprile 1945